# Porepunkah
Porepunkah (589 habitants) est un village sur la Great Alpine Road et l'Ovens River au nord-est de l'État de Victoria en Australie à 320 km au nord-est de Melbourne à proximité des Alpes victoriennes et de différents parcs nationaux alpins.
Le nom du village est d'origine indienne.